# Réseau de bus SNCF Transilien
Le réseau de bus Transilien est l'ensemble des lignes de bus exploitées par Keolis et SNCF Voyageurs dans le cadre de l'activité Transilien.

## Histoire

### Navette Pereire - Pont Cardinet
Créée le 5 juillet 1996 en remplacement de la liaison ferrée Pereire - Pont-Cardinet, cette navette exploitée par SNCF Transilien relie la gare de Pereire - Levallois à celle de Pont-Cardinet et dessert le 17e arrondissement de Paris, à l'aide d'autobus offrant 47 places dont 17 assises, et accessibles aux personnes à mobilité réduite depuis la fin des années 2000. Depuis le 5 septembre 2011, elle dessert huit arrêts et fonctionne du lundi au samedi de 7 h 30 à 20 h 30, à raison d'un bus toutes les dix minutes et de 9 h 30 à 20 h 30, les dimanches et jours fériés, à raison d'un bus toutes les vingt minutes,.
Avant le 5 septembre 2011, la navette Pereire - Pont-Cardinet ne desservait qu'un arrêt intermédiaire situé à la Porte d'Asnières, créé en mai 2009, afin de favoriser l'accès des habitants du quartier Pereire - Porte d'Asnières - Pont Cardinet aux gares SNCF Transilien. Elle fonctionnait de 6 h 20 à 20 h 50 du lundi au vendredi, à raison d'un bus toutes les cinq minutes de 7 h 25 à 9 h 25 et de 16 h 5 à 19 h 0 et d'un bus toutes les dix minutes de 6 h 20 à 7 h 20, de 9 h 35 à 16 h 0 et de 19 h 10 à 20 h 50. Elle fonctionnait les samedis de 7 h 30 à 20 h 50 à raison d'un bus toutes les dix minutes toute la journée, et les dimanches et jours fériés de 9 h 30 à 20 h 50 à raison d'un bus tous les quarts d'heure toute la journée. La desserte s'effectuait selon le circuit suivant :
Pereire - Levallois → Porte d'Asnières → Pont-Cardinet → Pereire - Levallois, et ainsi de suite.
La ligne est supprimée le 1er décembre 2018 et remplacée par la ligne 163 du réseau de bus RATP, allongée depuis le 24 novembre 2018 entre la porte de Champerret et la gare de Pont-Cardinet.

### Desserte de Port-Villez et de Ménerville

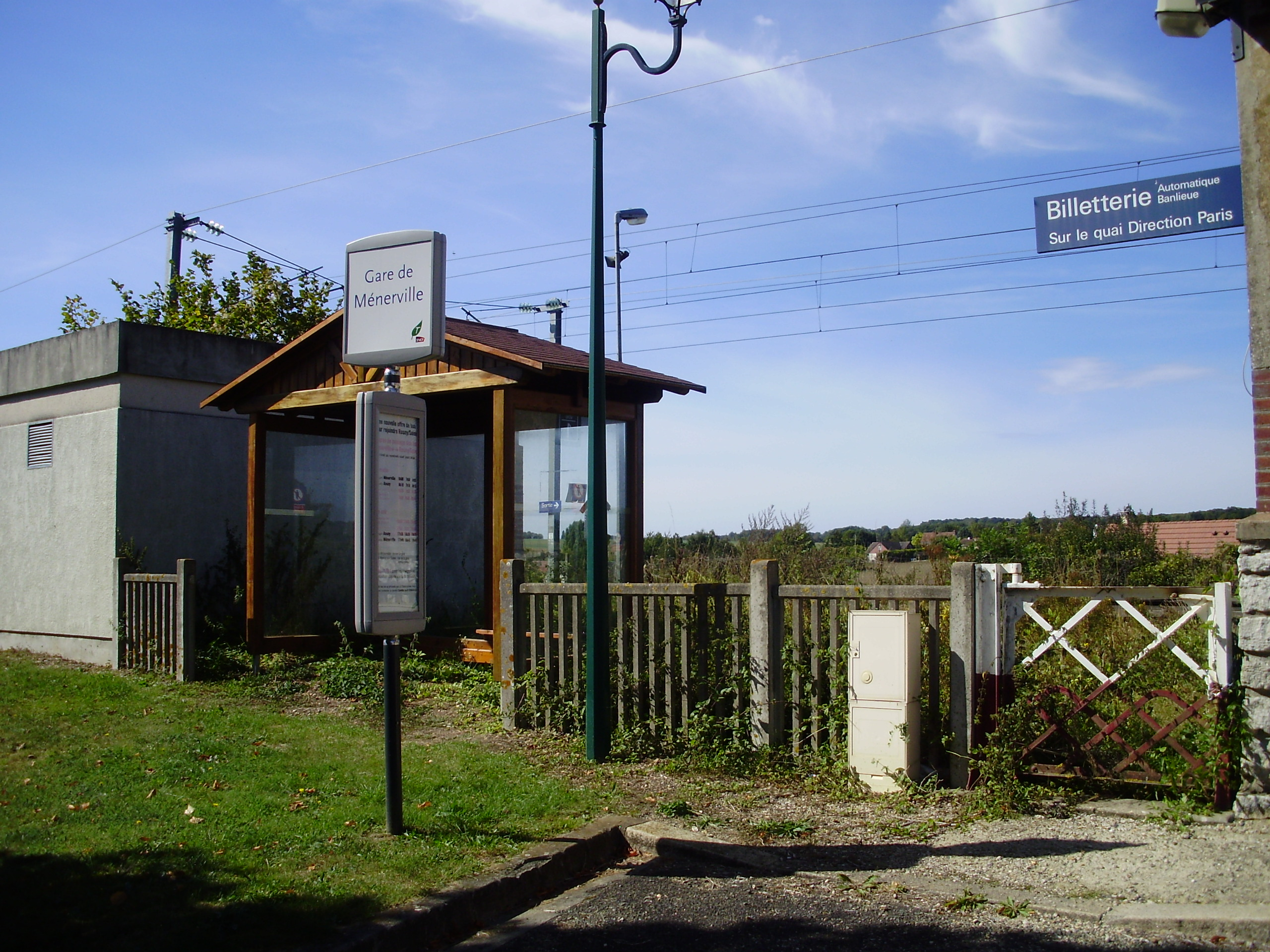
Poteau de l'arrêt d'autobus Transilien de la gare de Ménerville avec son aubette, en septembre 2010.

Le 14 décembre 2008, à la suite du cadencement de la ligne J du Transilien, la desserte ferroviaire des gares de Port-Villez (5 voyageurs par jour) et de Ménerville (10 voyageurs par jour), dont la longueur des quais ne permettait plus la desserte par les nouveaux trains TER mis en circulation également le 14 décembre 2008 par la région Haute-Normandie, a été supprimée. Elles sont alors desservies par un service de minibus assurant des correspondances avec des trains TER, respectivement à Bonnières et Rosny-sur-Seine.
En 2021, les horaires de ces deux lignes sont a priori introuvables ni sur le site internet de Transilien, ni sur celui d'Île-de-France Mobilités.

## Réseau
La SNCF assure l'exploitation de lignes d'autobus ou d'autocar chargées de remplacer les trains SNCF, à la suite de fermetures de gares, de lignes ou portions de lignes ou afin de faire face à un arrêt prématuré dans la journée ou en soirée de l'exploitation ferroviaire d'une portion de ligne.
Dans certains cas, ces substitutions routières sont assurées de façon permanente.

### Ligne de bus Transilien P - Coulommiers - La Ferté-Gaucher

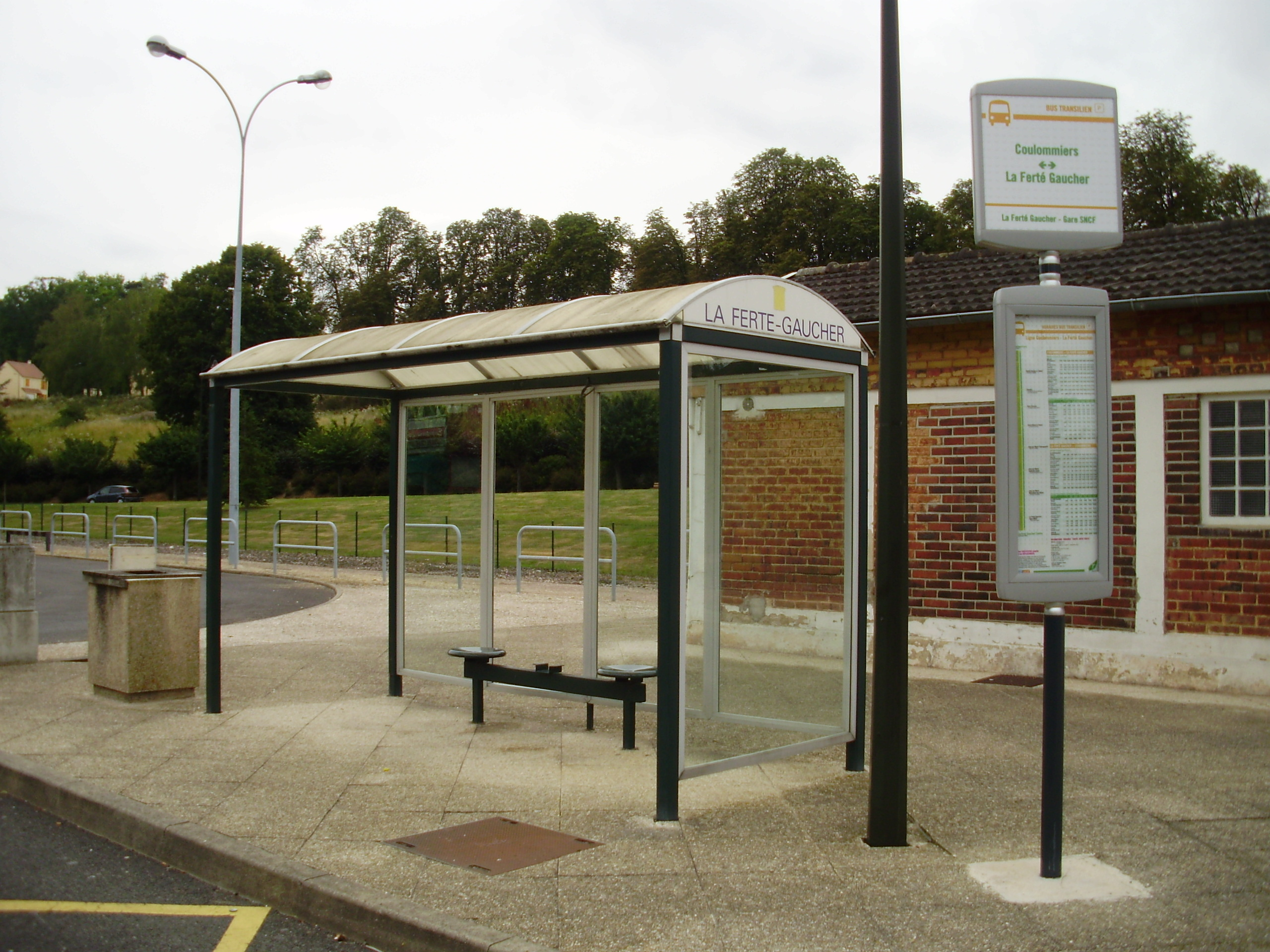
Arrêt d'autobus Transilien de la gare de La Ferté-Gaucher, en juillet 2010.

Depuis 2003, à la suite de problèmes techniques et logistiques du matériel roulant SNCF, la section Coulommiers - La Ferté-Gaucher de la Ligne P du Transilien est assurée par des autocars bleus Transilien.
Le 1er août 2022, le service est intégré au réseau de bus Brie et 2 Morin opéré par Transdev Brie et Deux Morins.

### Réseau de soirée

#### Lignes Corbeil-Essonnes - La Ferté-Alais / Melun
Sur la Ligne D du RER d'Île-de-France, après les heures de pointe de soirée, l'offre de transport évolue sur les branches de Melun via Corbeil et Malesherbes :
- Après 21 h du lundi au samedi ou 20 h les dimanches et fêtes (heure à Corbeil), la branche Corbeil-Essonnes – Melun n'est plus desservie par les trains, un service de substitution par autocar est mis en place à travers deux lignes : la ligne 500[8] entre Corbeil, Saint-Fargeau et Melun à raison de quatre allers-retours par soir et la ligne 502[9] entre Corbeil et Le Coudray à raison de quatre allers-retours par soir ;
- Après 22 h 30 (heure à Corbeil), la branche Corbeil-Essonnes – Malesherbes n'est plus desservie par les trains, un service de substitution par autocar est mis en place uniquement entre Corbeil-Essonnes et La Ferté-Alais : la ligne 501[10] à raison de trois allers-retours par soir.

Ces services de substitution ont rejoint le réseau de bus Évry Centre Essonne au 1er janvier 2024 dans le cadre de l'ouverture à la concurrence des transports en commun en Île-de-France.

#### Ligne Mantes-la-Jolie - Les Mureaux - Conflans-Saint-Honorine
Le dernier train de la ligne J du Transilien de bout en bout part à 20 h 51 du lundi au vendredi sauf les jours fériés, et à 20 h 53 les samedis, dimanches et jours fériés, depuis Mantes-la-Jolie. Dans l'autre sens, le dernier train à circuler depuis Paris-Saint-Lazare part  à 22 h 21 du lundi au vendredi sauf les jours fériés et à 22 h 12 les samedis, dimanches et jours fériés. En 2022, c'est la société RATP Cap Mantois qui assure le service.
Ensuite, jusqu'à la fin de service, des autocars prennent le relais sur les parcours suivants, en coupant le parcours Mantes - Conflans en deux sections (pour ne pas trop allonger les temps de parcours des gares situées entre Meulan et Mantes) :
- Mantes - Les Mureaux, avec desserte des gares de Mantes-Station, Limay, Issou, Gargenville, Juziers, Meulan (correspondance aux Mureaux de ou vers Paris-Saint-Lazare avec les trains de la ligne Paris-Saint-Lazare - Mantes-la-Jolie via Poissy) ;
- Les Mureaux - Conflans-Sainte-Honorine, avec desserte des gares de Thun-le-Paradis, Vaux-sur-Seine, Triel, Chanteloup-les-Vignes, Andrésy, Maurecourt, Conflans-Fin-d'Oise (correspondance à Conflans-Sainte-Honorine de ou vers Paris-Saint-Lazare et aux Mureaux de ou vers Mantes-la-Jolie).

Seule la gare de Triel-sur-Seine est desservie par le réseau Noctilien (ligne N151, Paris-Saint-Lazare – Mantes-La-Jolie).

### Réseau de nuit

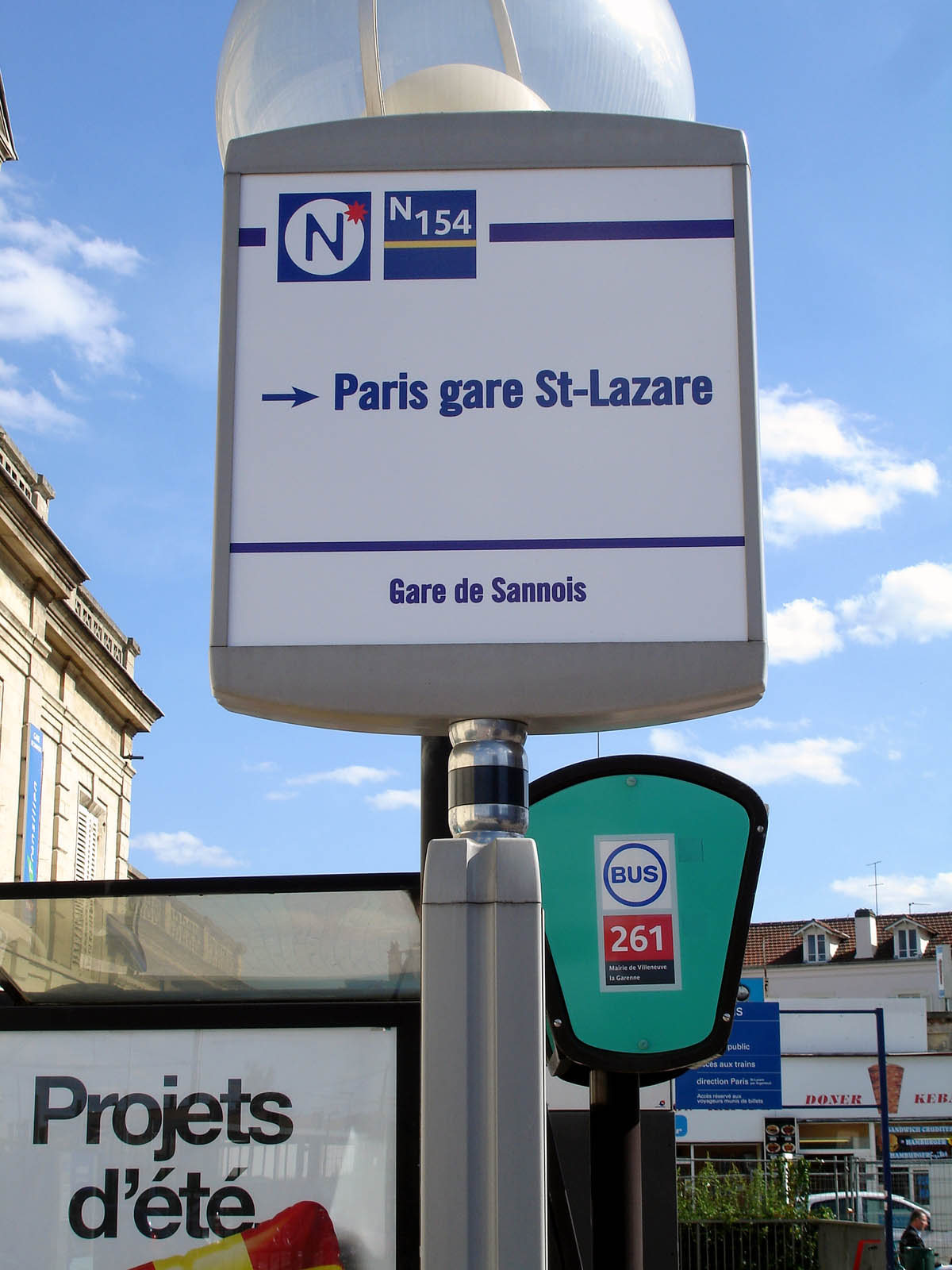
Totem Noctilien de la ligne N154.

La nuit, la SNCF assurait l'exploitation, bien qu'elle en déléguait à des autocaristes, d'une partie des lignes du réseau de bus d'Île-de-France dénommé « Noctilien », fonctionnant toutes les nuits de l'année entre 0 h 30 et 5 h 30 du matin : les Lignes de bus Noctilien de N100 à N199 qui desservent la desserte de la grande banlieue à l'aide d'autocars assurant des dessertes directs ou semi-directs.
Dans le cadre de l'ouverture à la concurrence des transports en commun en Île-de-France les lignes ont été progressivement intégrées entre 2021 et 2024 aux différents contrats de délégation de service public et sont opérées par les transporteurs directement pour le compte d'Île-de-France Mobilités. En revanche, les lignes N122 et N153 restent exploitées par la RATP là encore en déléguant l'exploitation à des autocaristes.

### Tarification et financement
La tarification des lignes d'autobus d'Île-de-France est unifiée et accessible avec les mêmes abonnements. Un ticket « bus-tram », qui remplace le ticket t+ au 1er janvier 2025, permet un trajet simple quelle que soit la distance, avec une ou plusieurs correspondances possibles avec les autres lignes de bus et de tramway pendant une durée maximale de 1 h 30 entre la première et dernière validation. En revanche, un ticket validé dans un bus ne permet pas d'emprunter le métro, ni le Transilien et le RER. Les lignes Orlybus et Roissybus, assurant de façon directe les dessertes aéroportuaires via autoroute, disposent d'une tarification spécifique mais sont accessibles avec les abonnements habituels.
Les tarifs des billets et abonnements dont le montant est limité par décision politique ne couvrent pas les frais réels de transport. Le manque à gagner est compensé par l'autorité organisatrice, Île-de-France Mobilités, présidée depuis 2005 par le président du conseil régional d'Île-de-France et composé d'élus locaux. Elle définit les conditions générales d'exploitation ainsi que la durée et la fréquence des services. L'équilibre financier du fonctionnement est assuré par une dotation globale annuelle aux transporteurs de la région grâce au versement mobilité payé par les entreprises et aux contributions des collectivités publiques.